# Carlo Bonomi (imprenditore)
Carlo Bonomi (Crema, 2 agosto 1966) è un imprenditore e dirigente d'azienda italiano, attivo nel settore biomedico, ex presidente di Confindustria dal 20 maggio 2020 al 4 aprile 2024.

## Biografia
Nato in una famiglia di professionisti e imprenditore della prima generazione, inizia a lavorare in uno studio di commercialisti. Dopo aver fatto esperienza lavorativa in una multinazionale farmaceutica, ha rilevato una società nella strumentazione per analisi di laboratorio. Nel 2013 si sviluppa Synopo, una società che distribuisce apparati elettromedicali e diventerà la capogruppo quando sarà avviata la strategia di acquisizioni nel distretto di Mirandola: nel 2015 la Sidam, leader nella produzione di consumabili nella diagnostica per liquidi di contrasto, poi la BTC Medical Europe (consumabili utilizzati in oncologia), quindi Ocean e Marsupium.
Nel giugno 2017 viene nominato presidente di Assolombarda, la maggiore associazione industriale territoriale di Confindustria. Nello stesso periodo fa parte di vari organi di consiglio tra cui il consiglio di amministrazione dell'Istituto per gli studi di politica internazionale (ISPI) e del consiglio generale di Aspen Institute Italia. Dal novembre 2018, è membro del consiglio di amministrazione dell’Università Bocconi e dal novembre 2019 entra nel CdA di Dulevo International.
Il 16 aprile viene designato come presidente di Confindustria per il periodo 2020-2024.
Carlo Bonomi ha ricevuto 123 preferenze contro le 60 della concorrente Licia Mattioli. La designazione da parte del consiglio generale di Confindustria si è tenuta in via telematica a seguito dell'emergenza COVID-19. Prima della vittoria con 123 preferenze a 48, il comitato di tre saggi incaricato di gestire il voto a distanza aveva raccolto 162 indicazioni di voto, sebbene il presidente avesse ottenuto la certificazione del 20% degli aventi diritto in assemblea, più che triplicando il numero dei propri supporter nell'elezione vera e propria del 26 marzo.

Dopo che Bonomi e il comitato di saggi avevano proposto alla Mattioli di ritirarsi a favore di una candidatura unica e super-partes sul modello di Guido Carli, Licia Mattioli ha accettato l'incarico di vicepresidente. In merito al voto elettronico, l'avvocata sfidante ha rilasciato all'ANSA la seguente dichiarazione: «Sono sorpresa molto più che amareggiata per l’esito del voto [...] Il mio pensiero costante è per le imprese che lottano per la sopravvivenza ma non posso non chiedermi dove siano finiti i voti dei tantissimi che mi avevano espresso formale sostegno».
A fine marzo ha richiamato il governo ad avviare una forte politica industriale per il rilancio dell'economia e dell'occupazione, precisando che «lo Stato deve restare regolatore non gestore», deve evitare la formazione di una nuova IRI e di isolarsi in Europa per il rifiuto del MES e degli Eurobond. Ispirandosi alle idee dell'economista Carli, Bonomi ha ricordato che il finanziamento del debito pubblico italiano non può prescindere dalla BCE.
Il 30 aprile ha presentato la sua squadra di cui fanno parte i tre vicepresidenti di diritto: Carlo Robiglio, presidente della Piccola Industria; Alessio Rossi, presidente dei Giovani Imprenditori; Vito Grassi, presidente del Consiglio delle Rappresentanze Regionali e dieci vicepresidenti elettivi: Barbara Beltrame, con delega all’Internazionalizzazione; Giovanni Brugnoli, con delega al Capitale umano; Francesco De Santis, con delega alla Ricerca e Sviluppo; Luigi Gubitosi, con delega al Digitale; Alberto Marenghi, con delega all’Organizzazione, allo Sviluppo e al Marketing Associativo; Maurizio Marchesini, con delega alle Filiere e alle Medie Imprese; Natale Mazzuca, con delega all’Economia del Mare e al Mezzogiorno; Emanuele Orsini, con delega al Credito, alla Finanza e al Fisco; Maria Cristina Piovesana, con delega ad Ambiente e Sostenibilità; Maurizio Stirpe, con delega al Lavoro e alle Relazioni Industriali.
Viene nominato ufficialmente presidente di Confindustria dall'assemblea degli industriali il 20 maggio 2020 con 818 voti favorevoli e 1 astenuto.

### Vita privata
Dal 2020 è sposato con Veronica Gervaso, giornalista del TG5.